# サンクタカリス
サンクタカリス （Sanctacaris）は、カンブリア紀に生息した化石節足動物の一属。左右に突出した背甲と平たい尾をもつ、カナダのバージェス頁岩で見つかった Sanctacaris uncata という1種のみによって知られる。ハベリアなどと共にハベリア類という、基盤的な鋏角類と思われるグループに分類される。

## 名称
学名「Sanctacaris」は、ラテン語の「sanctus」（聖なる爪）と「caris」（カニもしくはエビの意、水生節足動物に常用される接尾辞）の合成語である。模式種（タイプ種）の種小名「uncata」はラテン語で「鉤」を意味し、本種の鉤爪状の頭部付属肢に因んで名づけられた。

## 形態

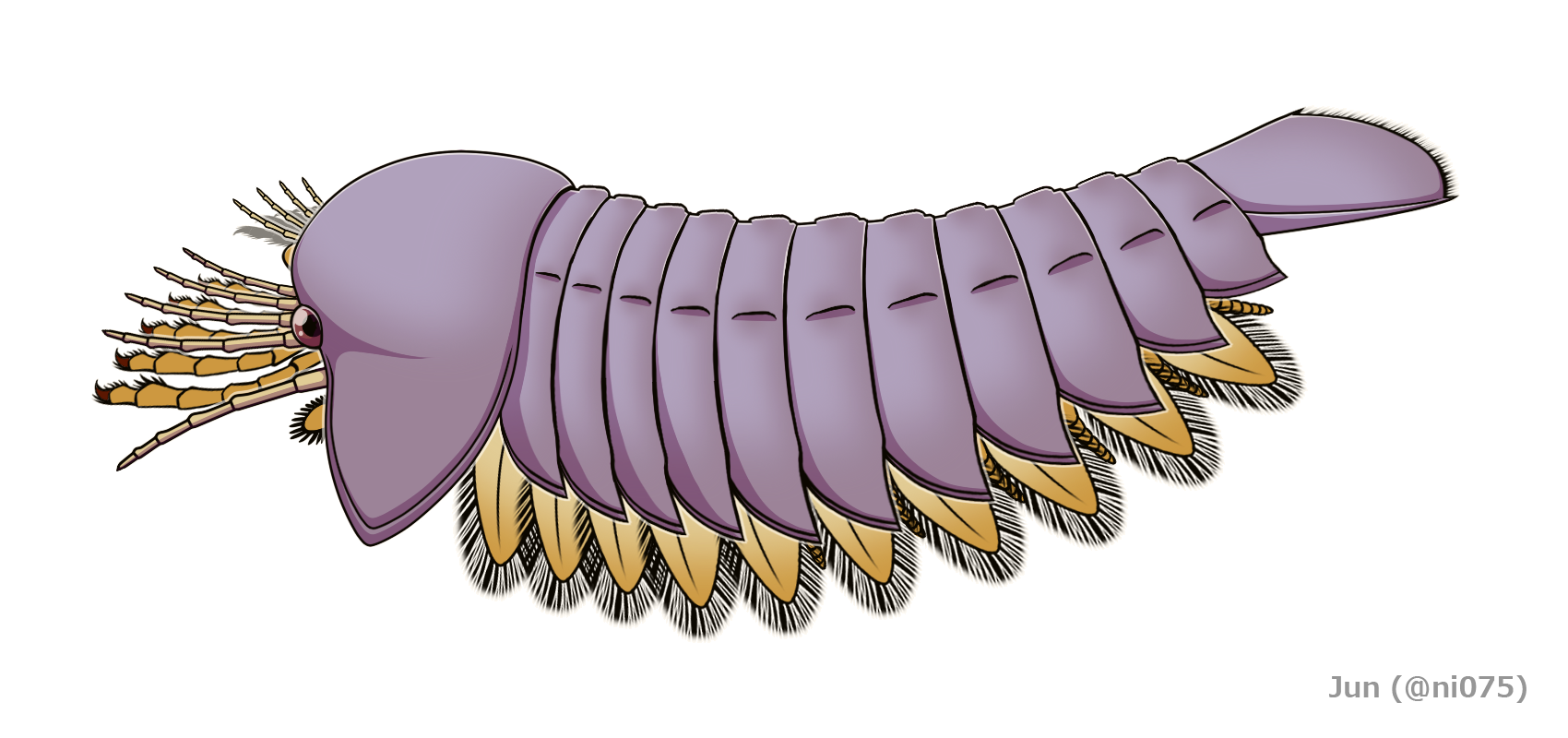
サンクタカリスの全身復元図

体長は最大9.3cmにおよぶ。頭部（前体 prosoma）を覆いかぶさった半円形の背甲（carapace）は両後縁が平たい三角形に出っ張り、その直前に一対の眼がある。頭部の先頭には三角形の上唇（labrum）とハイポストーマ（hypostome）の複合体が見られ、腹面から細長い外肢（exopod）と爪のある内肢（endopod）を含んだ5対のニ叉型付属肢（関節肢）が正面に向けて突出し、後方ほど発達している。これらの付属肢は他の鋏角類の触肢と歩脚に相同と考えられる。その直後は縁部が剛毛をもつ付属肢の一部が見られ、全貌は不明だが、これはハベリアにおける第7対の付属肢に見られるような、鰭状の外肢であったと考えられる。
同じハベリア類であるハベリアの先頭には、他の鋏角類の鋏角に相同と思われる小さな付属肢が見られるのに対して、サンクタカリスの知られる化石標本からこのような付属肢は発見できなかった。その原因は、化石の形成過程でこの付属肢は保存されず、もしくは元から二次的に退化していたと思われる。また、ハベリアにおける5対の二叉型付属肢に強大な顎基が見られるが、サンクタカリスの化石からはこのような構造は未だに確認されていない。しかし内肢は同様にかなり前方に集約していることから、おそらくサンクタカリスも先端付近に内肢を備わった顎基をもち、これは化石の頭部に覆われて観察できなかっただけと考えられる。
長大な胴部（後体 opisthosoma、または腹部 abdomen）は11節の胴節からなる。各胴節の背板（tergite）は両縁が後方に尖り、背面中央に1対の隆起がある。最終胴節以外ではそれぞれ1対の付属肢を腹面にもつ。胴部付属肢は二叉型で、外肢は発達した鰭状で縁部に剛毛が生えて、内肢は退化的で目立たない。最終胴節の末端から突出した尾節（telson）は扁平のへら状で、後縁に剛毛が並んでいる。

## 生態
サンクタカリスは、胴部の付属肢で海中を泳ぎ、頭部の付属肢で獲物を捕獲する底生性の肉食動物であったと考えられる。頭部付属肢の細長い外肢は、触角のように感覚の役を果たしていたと考えられる。

## 分類

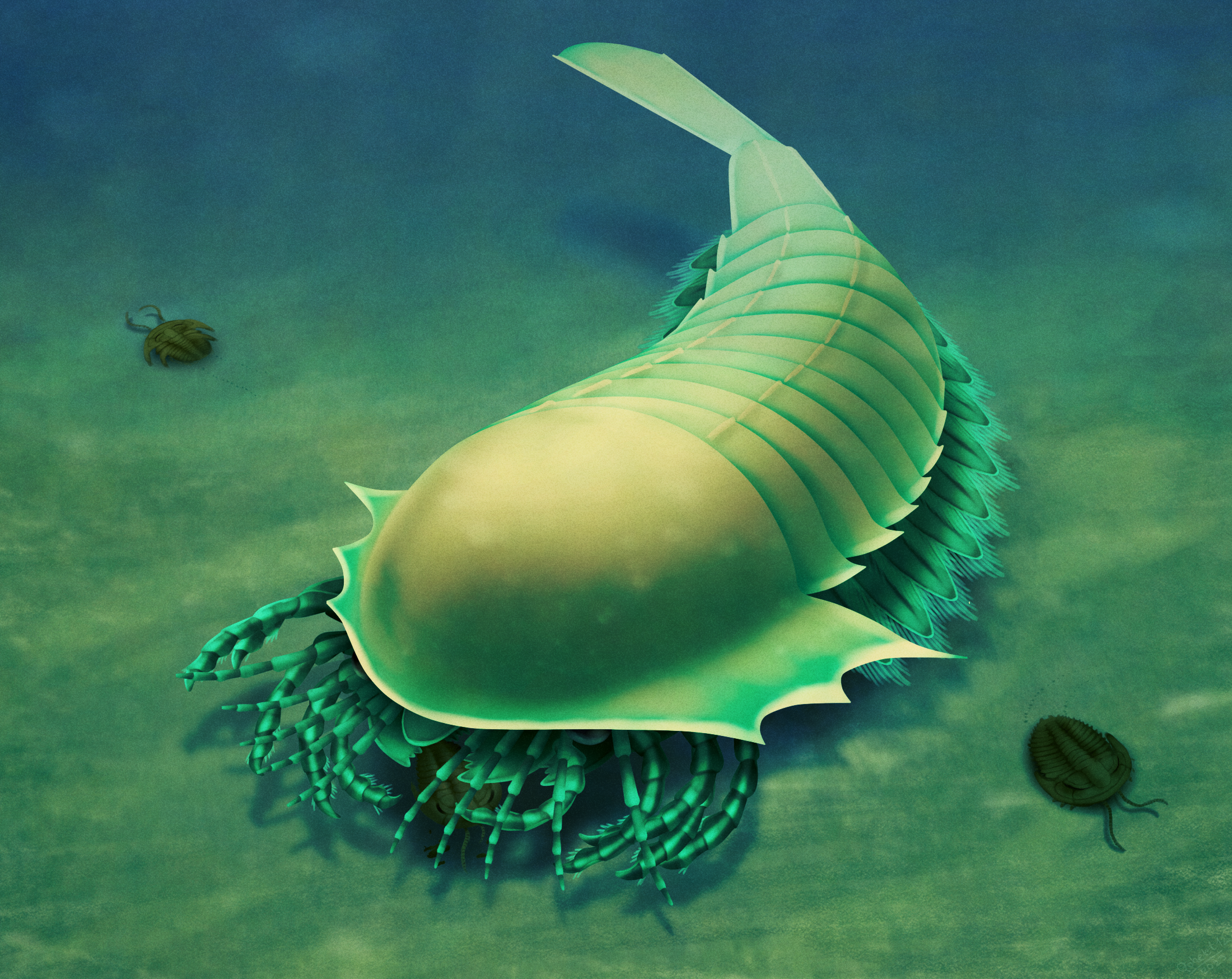
ウィサンゴカリス
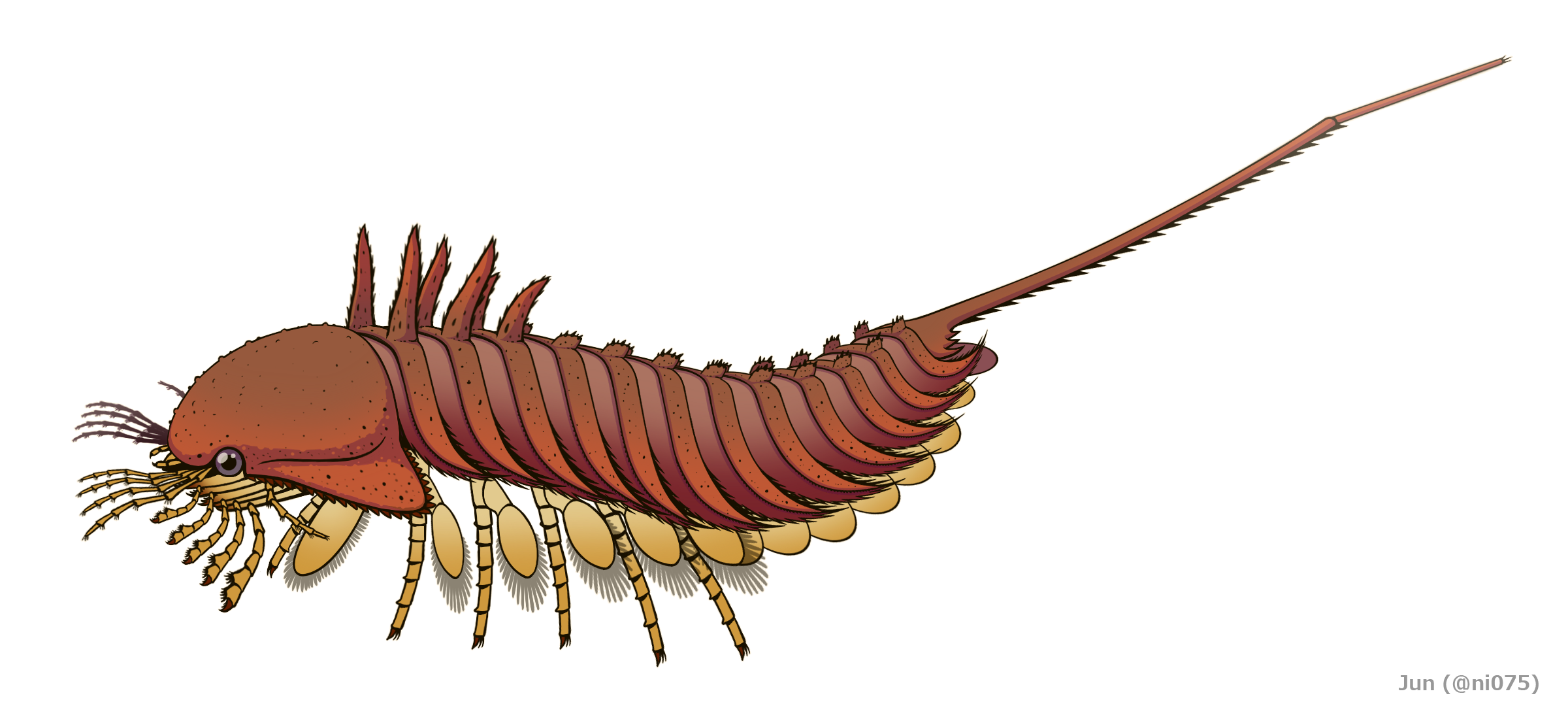
ハベリア

サンクタカリスはユタカリス（Utahcaris）やウィサンゴカリス（Wisangocaris）などと共にサンクタカリス科（Sanctacarididae）に分類され、これは更にハベリアを含んだハベリア科（Habeliidae）と共にハベリア目（Habeliida、ハベリア類）としてまとめられる。ハベリア類全般はその体制、特に頭部付属肢の構成により基盤的な鋏角類と考えられる。
サンクタカリスは1988年の原記載から既に基盤的な鋏角類と考えられてきた。しかし2000年代では、本属の鋏角類的性質が一時的に否定され、代わりにメガケイラ類の近縁もしくはその一員と解釈された。2010年代中期以降では、本属に対する再検証とハベリアの再記載を基に、本属を含むサンクタカリス科はハベリア目に分類され、鋏角類的性質が再び支持を得られるようになった。
サンクタカリス（サンクタカリス属 Sanctacaris）は、カナダブリティッシュコロンビア州の堆積累層バージェス頁岩（バージェス動物群、約5億1,000万 - 5億500万年前）で見つかった模式種（タイプ種）である Sanctacaris uncata のみ含まれる。